# サアーリビー
サアーリビー（Abū Manṣūr ʿabd al-Malik b. Muḥammad b. Ismā'īl al-Thaʿālibī、961年 – 1038年）は、ムスリムの文献学者。イランのニーシャープールの出身。サアーリビーとは「狐」を意味し、若い頃に狐を売って暮らしていたため、このあだ名がついた。
詩やエピグラムを書いたほか、10世紀のアラビア文学についての記録を後世に伝えた。多数の詩人とその詩風を『ヤティーマト・アッ・ダフル』( Kitāb Yatīmat al-Dahr )で紹介し、同時代人の作品で魅力的で価値が高いと思われるものを記録している。そのほか、詩や会話に出てくる故事や伝説を集めて『心の果実』にまとめた。
晩年には『知識のラターイフ』という10章構成の本で逸話を集めた。1章は事物起源、2章は詩人たちのあだ名、3章はイスラム時代以降の大人物、4章はカーティブ、5章は著名な家系、6章は種々の階級における卓越した人物、7章は珍名や奇名、8章はムハンマドやクライシュ族、アッバース朝のカリフなど支配者についての出来事、9章は不思議な事件、10章は諸国の事情が書かれている。